# Dagrecreatie

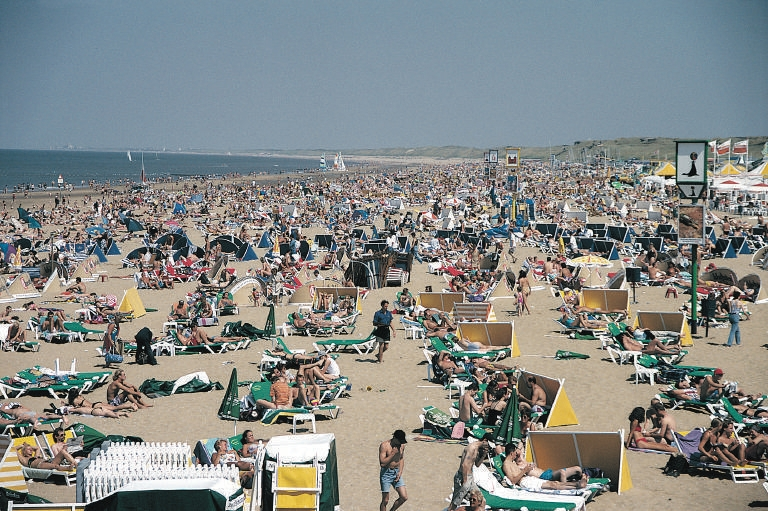
Een dagje naar het strand

Dagrecreatie, of dagtoerisme is een vorm van recreatie die niet langer duurt dan een dag. Er is dus geen sprake van overnachting.
Personen die deze vorm van recreatie bedrijven worden dagjesmensen genoemd. Zij zijn toerist voor een dag. 
Bekende vormen van dagtoerisme zijn: Het bezoeken van een attractiepark, recreatiegebied, of museum, een rondrit maken met de auto of de fiets, wadlopen, of het lopen van een etappe van een lange afstandswandelpad.
Voor dagjesmensen/dagtoerisme bestaan speciale faciliteiten, zoals verblijfplaatsen in bossen en aan meren waarbij de bepaling is opgenomen dat men er slechts overdag mag verblijven.